# يانيك موريرا
يانيك موريرا (بالبرتغالية: Yanick Moreira‏) مواليد 31 يوليو 1991 في لواندا، هو لاعب كرة سلة أنغولي. بدأ مسيرته الاحترافية في سنة 2008. يبلغ طوله 6 قدم 11 بوصة (2.1 م). حقق المركز الثاني في بطولة أمم أفريقيا لكرة السلة 2015. لعب مع إس بي أو روان باسكت وسي بي مورسيا.

## الميداليات
| الميدالية | المسابقة                          |
| --------- | --------------------------------- |
| فضية      | بطولة أمم أفريقيا لكرة السلة 2015 |

## روابط خارجية
- يانيك موريرا على موقع الاتحاد الدولي لكرة السلة (الإنجليزية)
- يانيك موريرا على موقع الدوري الإسباني لكرة السلة (الإسبانية)
- يانيك موريرا على موقع كرة السلة الأوروبية.كوم (الإنجليزية)
- يانيك موريرا على موقع كلية كرة السلة في سبورتس رفرنس.كوم (الإنجليزية)
- يانيك موريرا على موقع ريلجم (الإنجليزية)
- يانيك موريرا على موقع بروبوليرز (الإنجليزية)
- يانيك موريرا على موقع سبورتس رفرنس (الإنجليزية)
- يانيك موريرا على موقع سبورتس رفرنس (الإنجليزية)